# Ханьшуй
Ханьшуй (спрощ.: 汉水; піньїнь: Hànshǔi) або Ханьцзян (спрощ.: 汉江; кит. трад.: 漢江; піньїнь: Hàn Jiāng) — річка в Китаї, ліва притока річки Янцзи. Бере свій початок на півдні хребта Ціньлін у провінції Шеньсі. На рівнину Ханьшуй виходить біля міста Гуанхуа, до якого від Янцзи здійснюється судноплавство. На місці злиття з Янцзи розташовано місто Ухань (столиця провінції Хубей).
У березні 2008 року у верхів'ях річки Ханьшуй через скидання у воду промислових відходів сталась екологічна катастрофа, що позбавила 100 тисяч людей доступу до питної води.

## Каскад ГЕС
На річці розташовано ГЕС Shíquán, ГЕС Xǐhé, ГЕС Анькан, ГЕС Xúnyáng, ГЕС Шухе, ГЕС Байхе, ГЕС Hànjiānggūshān, ГЕС Dānjiāngkǒu.